# Foquista

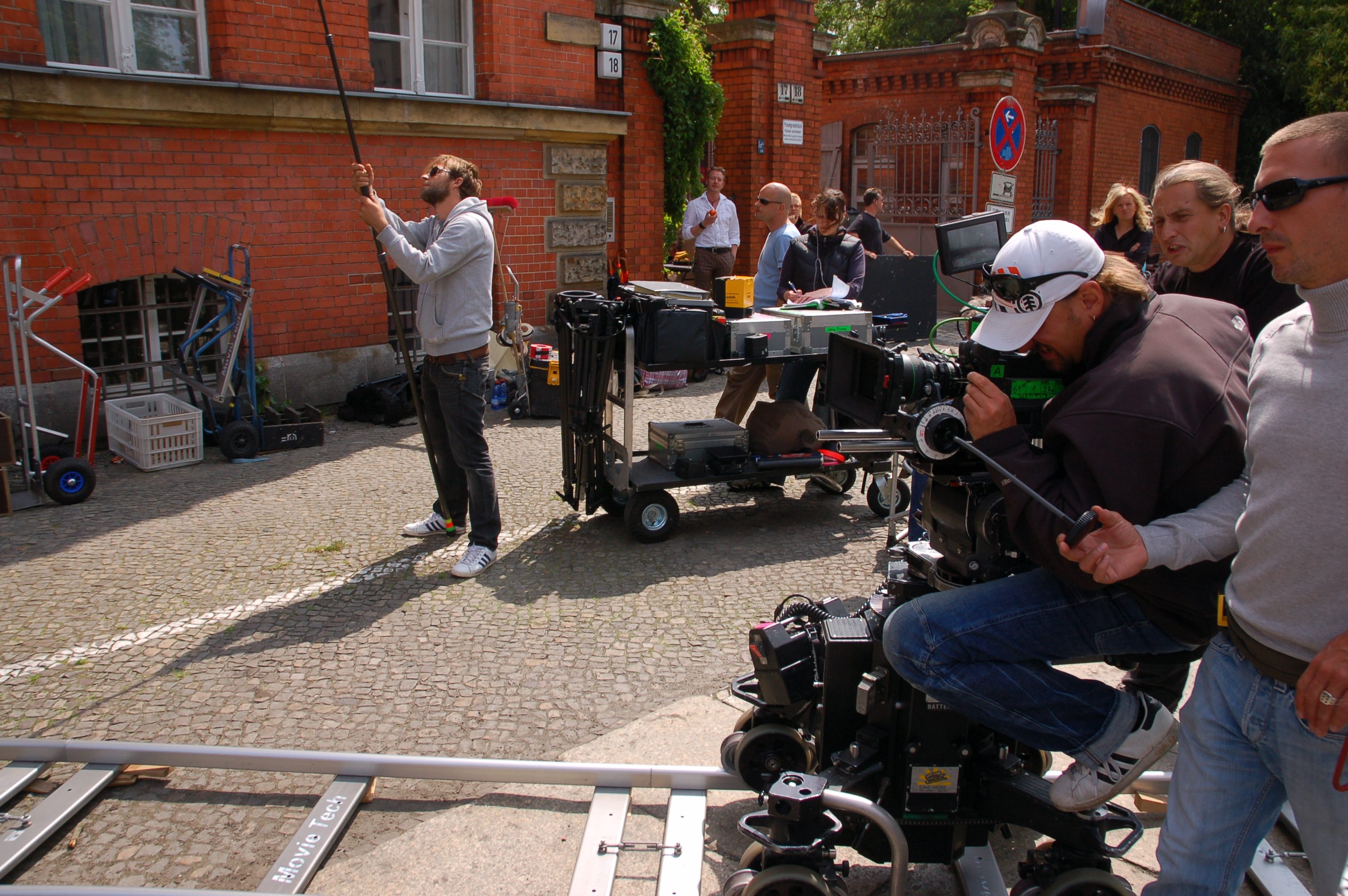
Producción cinematográfica de la serie "Flemming". El primer operador asistente controla el enfoque a través de una extensión flexible instalada en el control de enfoque de la cámara.

El foquista o primer asistente de cámara, es aquel miembro que participa en un equipo de rodaje,  dentro del ámbito de la fotografía, que se encarga de controlar el foco de la cámara. 

## Metodología
Una vez planificado cómo se rodará un plano y de qué manera se llevará a cabo la puesta en escena, el foquista mide la distancia entre el motivo a grabar y el plano de foco. En caso de que el motivo deba moverse durante el plano alterando la distancia, se medirá todo el rango de distancias dentro del cual se encontrará el mismo. Durante la grabación, el foquista modifica el foco de la cámara para adecuarlo a las distancias que ha tomado previamente.